# ガイズ&ドールズ (宝塚歌劇)
『ガイズ&ドールズ』は、宝塚歌劇団のミュージカル作品。同名のミュージカルの宝塚版。
原作はデイモン・ラニヨン、音楽・作詞はフランク・レッサー、脚本はジョー・スワーリングとエイブ・バローズ、脚色・演出は酒井澄夫。

## 概要
1984年11月から12月に宝塚歌劇70周年の記念公演として初演した。当時、絶大な人気を誇っていた大地真央が熱心に働きかけ、その当たり役として知られる。2002年に月組（主演：紫吹淳）、2015年に星組（主演：北翔海莉）によりそれぞれ再演された。なお、アデレイド役は初演で元男役の条はるきが演じ、以降、男役が演じることが多い役となっている。

## 公演データ
1984年・1985年　月組
形式名は「ブロードウェイ・ミュージカル」。本公演は2幕15場、新人公演は1幕のみ。 
- 1984年11月9日 - 12月23日（新人公演：12月7日）　宝塚大劇場
- 1985年3月3日 - 3月31日（新人公演：3月12日）　東京宝塚劇場

2002年　月組
形式名は「ミュージカル」。2幕17場。
- 2002年1月1日 - 2月12日（新人公演：1月22日）　宝塚大劇場
- 2002年3月29日 - 5月16日（新人公演：4月9日）　東京宝塚劇場

2015年　星組
形式名は「ブロードウェイ・ミュージカル」。
- 2015年8月21日 - 9月28日（新人公演：9月8日）　宝塚大劇場
- 2015年10月16日 - 11月22日（新人公演：10月29日）　東京宝塚劇場

2025年　月組
形式名は「ブロードウェイ・ミュージカル」。公演名は「GUYS AND DOLLS」。
- 2025年7月26日 - 9月7日（新人公演：8月21日）　宝塚大劇場
- 2025年10月4日 - 11月16日（日）（新人公演：10月16日　東京宝塚劇場

## スタッフ

### 1984年・1985年
※氏名の後ろに「宝塚」、「東京」の文字がなければ両劇場共通。
- 翻訳：青井陽治[1]
- 訳詩：岩谷時子[1]
- 音楽：寺田瀧雄[1]/高橋城[1]
- 音楽指揮：岡田良機[1]（宝塚）、北沢達雄[2]（東京）
- 振付：山田卓[1]
- 装置：石濱日出雄[1]/関谷敏昭[1]
- 衣装：静間潮太郎[1]
- 照明：今井直次[1]
- 小道具：万波一重[1]
- 効果：川ノ上智洋[1]
- 音響監督：松永浩志[1]
- 振付助手：立ともみ[1]
- メイキャップ指導：美山しぐれ[1]
- 演出補：三木章雄[1]
- 演出助手：石田昌也[1]/日比野桃子[1]
- 製作担当：柏原正一[2]（東京）
- 制作：山田謙治[1]

### 2002年
※氏名の後ろに「宝塚」、「東京」の文字がなければ両劇場共通。
- 演出：三木章雄[3][4]
- 翻訳：青井陽治[3]
- 訳詩：岩谷時子[3]
- 音楽：吉田優子[3]/鞍富真一[3]
- 編曲：竹内一宏[3]
- 音楽指揮：佐々田愛一郎[3]（宝塚）、清川知己[8]（東京）、木谷木靖[8]（東京）
- 振付：ケンジ中尾[3]/麻咲梨乃[3]/若央りさ[3]
- 装置：石濱日出雄[3]/関谷敏昭[3]
- 衣装：有村淳[3]
- 照明：勝柴次朗[3]
- 音響：加門清邦[3]
- 小道具：伊集院撤也[3]
- 効果：木多美生[3]（宝塚）、宮廻みさよ[8]（東京）
- 演技指導：美吉左久子[3]
- 歌唱指導：岡崎亮子[3]
- 演出助手：大野拓史[3]/児玉明子[3]/稲葉太地[3]
- 振付助手：麗美花[3]
- 装置補：広森守[3]
- 小道具補：谷田祥一[3]
- 舞台進行：日笠山秀観[3]/赤坂英雄[3]
- 舞台美術製作：株式会社宝塚舞台[3]
- 演奏：宝塚オーケストラ[3]（宝塚）
- 演奏コーティネート：新音楽協会[8]（東京）
- 演出担当（新人公演）：児玉明子[3][8]
- 制作：小野真哉[3]

### 2015年
宝塚大劇場公演
- 翻訳：青井陽治[11]
- 訳詩：岩谷時子[11]
- 音楽：吉田優子[11]/鞍富真一[11]
- 編曲：竹内一宏[11]
- 音楽指揮：佐々田愛一郎[11]
- 振付：若央りさ[11]/名倉加代子[11]/AYAKO[11]
- 装置：稲生英介[11]
- 衣装：有村淳[11]
- 照明：勝柴次朗[11]
- 音響：実吉英一[11]
- 小道具：松木久尚[11]
- 演技指導：立ともみ[11]
- 歌唱指導：ちあきしん[11]
- マーチング指導：川口尚[11]
- 演出助手：原田諒[11]/谷貴矢[11]/竹田悠一郎[11]
- 衣装補：加藤真美[11]
- 舞台進行：押川麻衣[11]（第一幕）、宮脇学[11]（第一幕）
- 舞台美術製作：株式会社宝塚舞台[11]
- 演奏：宝塚オーケストラ[11]
- 制作：西山晃浩[11]
- 制作補：岡崎晃典[11]
- 制作・著作：宝塚歌劇団[11]
- 主催：阪急電鉄株式会社[11]

## 出演者一覧（2015年）
※氏名の後ろの「（）」は2015年当時の所属組。宝塚公式ページの出演者一覧を参照。
- 万里柚美
- 美稀千種
- 毬乃ゆい
- 北翔海莉
- 十輝いりす
- 紅ゆずる
- 壱城あずさ
- 七海ひろき
- 如月蓮
- 白妙なつ
- 天寿光希
- 音波みのり
- 大輝真琴
- 愛水せれ奈
- 妃白ゆあ
- 輝咲玲央
- 瀬稀ゆりと
- 紫月音寧
- 夢妃杏瑠
- 夏樹れい
- 十碧れいや
- 珠華ゆふ
- 空乃みゆ
- 麻央侑希
- 漣レイラ
- 毬愛まゆ
- 飛河蘭
- 礼真琴
- ひろ香祐
- 妃海風
- 紫りら
- 真衣ひなの
- 瀬央ゆりあ
- 音咲いつき
- 綺咲愛里
- 紫藤りゅう
- 五條まりな
- 白鳥ゆりや
- 拓斗れい
- 朝水りょう
- 華鳥礼良
- 桃堂純
- 凰羽みらい
- 彩葉玲央
- 綾凰華
- 澪乃桜季
- 真彩希帆
- 天華えま
- 美都くらら
- 天希ほまれ
- 夕渚りょう
- 湊璃飛
- 美丘安里
- 小桜ほのか
- 天路そら
- 遥斗勇帆
- 蒼舞咲歩
- 七星美妃
- 天乃きよら
- 隼玲央
- 桜里まお
- 天彩峰里
- 希沙薫
- 二條華
- 極美慎
- きらり杏
- 蓮月りらん
- 朱紫令真
- 煌えりせ
- 碧海さりお
- 颯香凜
- 夕陽真輝
- 彩園ひな
- 麻倉しずく
- 天翔さくら
- 草薙稀月
- 星蘭ひとみ
- 美城れん（専科）

## 主な配役
※「（　）」は新人公演キャスト。不明点は「?」とする。
|                   | 1984年月組 （宝塚）     | 1985年月組 （東京）               | 2002年月組                | 2015年星組                | 2025年月組                       |
| ----------------- | ----------------------- | --------------------------------- | ------------------------- | ------------------------- | -------------------------------- |
| スカイ            | 大地真央 （郷真由加）   | 大地真央 （郷真由加）             | 紫吹淳 （月船さらら）     | 北翔海莉 （瀬央ゆりあ）   | 鳳月杏 （雅耀）                  |
| ネイサン          | 剣幸 （涼風真世）       | 剣幸 （涼風真世）                 | 大和悠河 （北翔海莉）     | 紅ゆずる （紫藤りゅう）   | 風間柚乃 （美颯りひと）          |
| サラ              | 黒木瞳 （朝凪鈴）       | 黒木瞳 （朝凪鈴）                 | 映美くらら （城咲あい）   | 妃海風 （綺咲愛里）       | 天紫珠李 （帆華なつ海）          |
| アデレイド        | 条はるき （こだま愛）   | 春風ひとみ /仁科有理 （こだま愛） | 霧矢大夢 （紫城るい）     | 礼真琴 （真彩希帆）       | 彩みちる/彩海せら （乃々れいあ） |
| ブラニガン 警部   | 麻月鞠緒 （大和なつ希） | 麻月鞠緒 （大和なつ希）           | 立ともみ （楠恵華）       | 美稀千種 （遥斗勇帆）     | 佳城葵 （七城雅）                |
| ナイスリー        | 未沙のえる （一文字新） | 未沙のえる （一文字新）           | 大空祐飛 （青樹泉）       | 美城れん （ひろ香祐）     | 礼華はる （和真あさ乃）          |
| ベニー            | 郷真由加（若央りさ）    | 郷真由加（若央りさ）              | 月船さらら（真野すがた）  | 七海ひろき （天華えま）   | 夢奈瑠音 （天つ風朱李）          |
| ラスティ          | 涼風真世 （美輪さいこ） | 涼風真世 （美輪さいこ）           | 北翔海莉 （彩那音）       | 麻央侑希 （綾凰華）       | 瑠皇りあ （翔ゆり愛）            |
| ハリー            | 桐さと実 （高原るみ花） | 桐さと実 （高原るみ花）           | 越乃リュウ （瀬央みつき） | 壱城あずさ （天希ほまれ） | 柊木絢斗 （相星旬）              |
| ビッグ・ ジュール | 旺なつき （愛川麻貴）   | 旺なつき （愛川麻貴）             | 汐美真帆 （研ルイス）     | 十輝いりす （桃堂純）     | 英かおと （遥稀れお）            |
| ジョーイ          | 有明淳 （麻路さき）     | 有明淳 （麻路さき）               | 光樹すばる （良基天音）   | 十碧れいや （朝水りょう） | 大楠てら （央河希涼）            |
| カートライト 将軍 | 京三紗 （翼ひかる）     | 京三紗 （翼ひかる）               | 夏河ゆら （宝生ルミ）     | 万里柚美 （紫りら）       | 梨花ますみ （一乃凜）            |
| アーヴァイト      | 汝鳥伶 （波音みちる）   | 汝鳥伶 （波音みちる）             | 嘉月絵理 （風雅湊）       | 天寿光希 （音咲いつき）   | 悠真倫 （槙照斗）                |
| マーサ            | 常盤幸子 （賀美さつき） | 常盤幸子 （賀美さつき）           | 穂波亜莉亜 （?）          | 白妙なつ （白鳥ゆりや）   | 菜々野あり （奏羽美緒）          |
| タバサ            | 翼ひかる （梨花ますみ） | 翼ひかる （梨花ますみ）           | 茜みつ希 （?）            | 紫りら （天彩峰里）       | 静音ほたる （星丘しずく）        |
| アガサ            | 富美さかえ （淀都）     | 富美さかえ （淀都）               | 美原志帆 （?）            | 毬乃ゆい （五條まりな）   | 妃純凛 （花妃舞音）              |
| カルヴィン        | 白川亜樹 （茜佳実）     | 麗たまき （?）                    | 麻真もゆ （?）            | 瀬稀ゆりと （彩葉玲央）   | 甲海夏帆 （涼宮蘭奈）            |
| クロスビー        | 桃梨江子 （日色由佳理） | 旭麻里 （?）                      | 夏輝れお （?）            | 紫藤りゅう （極美慎）     | 毬矢ソナタ （大瀬いぶき）        |
| ミミ              | 仁科有理 （並樹かおり） | 邦なつき （?）                    | 美々杏里 （憧花ゆりの）   | 綺咲愛里 （小桜ほのか）   | 白雪さち花 （朝香ゆらら）        |